# 城原川親水公園
城原川親水公園（じょうばるがわしんすいこうえん）は、佐賀県神埼市千代田町直鳥にある親水公園。
城原川中流域に位置し、水辺に近づくことができるよう施工が行われて、水辺の楽校プロジェクトとして整備された。

毎年同地で城原川ハンギーまつりが開催されている。